# Boêmia Central
Boêmia (português brasileiro) ou Boémia (português europeu) Central (tcheco: Středočeský kraj) é uma região da República Tcheca. Sua capital é a cidade de Praga, também capital do país.

## Distritos
A região da Boêmia Central está dividida em doze distritos:
|  |  | - Beroun - Benešov - Kutná Hora - Kladno - Kolín - Mladá Boleslav - Mělník - Nymburk - Příbram - Praga-Leste (Praha-východ) - Praga-Oeste (Praha-západ) - Rakovník |